# Рејлијев талас
Рејлијев талас (енгл. Rayleigh wave) је врста акустичног, површинског таласа који путује кроз чврсте материје. Он представља комбинацију лонгитудиналног и трансверзалног таласа чијим се простирањем осцилације честица средине врше у равни управној на површину, а паралелној правцу простирања. Они се стварају на много начина, од локализованих удара или пиезоелектричним трансдукцијама и често се користе у испитивањима како би се уочили дефекти. Настају и услед земљотреса. Када се јављају слојевито онда се називају Ламб таласи, Рејлијеви-Ламб таласи или уопштено Рејлијеви таласи.

## Карактеристике
Укључују и лонгитудалне и трансверзалне таласе чија се амплитуда експоненцијално смањује како се растојање од површине повећава (пригушени су). Постоји фазна разлика између кретања ових компоненти.
Постојање Рејлијевог таласа први је приметио Лорд Рејли 1885. године, по коме су и названи. У изотропским, чврстим материјама ови таласи изазивају да се површинске честице крећу по елипсама које су нормалне на површину, а паралелне са правцом простирања - главна оса елипсе је вертикална. На површини и малим дубинама ово кретање је ретроградно, тј. кретање честица у равни је супротно од смера казаљке на сату када талас путује слева надесно.

## Дисперзија Рејлијевог таласа
Еластичност врши сталну промену са повећањем или смањењем дубине због својства материјала. То значи да брзина Рејлијевог таласа зависи од таласне дужине, стога и фреквенције и тај феномен се назива дисперзија.
Таласи погођени дисперзијом имају другачији облик простирања. Рејлијеви таласи кроз идеалне, хомогене и равне еластичне материје не показују дисперзију. Међутим, ако чврста структура или има густину или ако брзина звука варира са дубином, Рејлијеви таласи постају дисперзни. Један од примера Рејлијевог таласа на површини Земље: они таласи са вишим фреквенцијама путују спорије од оних на нижој фреквенцији. Ово се дешава зато што Рејлијев талас ниже фреквенције има релативно велику таласну дужину.